# Маги Смит
Дейм Маргарет Натали „Маги“ Смит, ОКЧ, ОБИ (Dame Margaret Natalie Smith), по-известна като Маги Смит, е английска киноактриса, носителка на Златен глобус, БАФТА и двукратна носителка на Оскар. 

## Биография
Още от малка започва да участва в театрални представления и дебютира на Бродуей през 50-те години. Учи актьорско майсторство в Оксфорд. За официален дебют на Маги в киното се смята филмът „Nowhere to go“ (1958). Маги Смит игре ролята на проф. Минерва Макгонагол в поредицата филми „Хари Потър“.

## Избрана филмография

### Игрални филми
| година | филм                                   | оригинално заглавие                           | роля                               | режисьор               |
| ------ | -------------------------------------- | --------------------------------------------- | ---------------------------------- | ---------------------- |
| 1965   | Младият Касиди                         | Young Cassidy                                 | Нора                               | Джак Кардиф, Джон Форд |
| 1969   | Разцветът на госпожица Джийн Броуди    | The Prime of Miss Jean Brodie                 | Джин Броди                         | Роналд Ним             |
| 1978   | Смърт край Нил                         | Death on the Nile                             | мис Бауърс                         | Джон Гилермин          |
| 1985   | Стая с изглед                          | A Room with a View                            | Шарлот Бартлет                     | Джеймс Айвъри          |
| 1991   | Хук                                    | Hook                                          | Баба Уенди                         | Стивън Спилбърг        |
| 1991   | Монахини в действие                    | Sister Act                                    | Майка-настоятелка                  | Емил Ардолино          |
| 1992   | Монахини в действие 2: Отново в играта | Sister Act 2: Back in the Habit               | Майка-настоятелка                  | Бил Дюк                |
| 1995   | Ричард III                             | Richard III                                   | Йоркската Херцогиня, вдовица       | Ричард Лонкрейн        |
| 2001   | Хари Потър и Философският камък        | Harry Potter and the Philosopher's stone      | Минерва Макгонагъл                 | Крис Кълъмбъс          |
| 2001   | Госфорд парк                           | Gosford Park                                  | Констанс                           | Робърт Олтмън          |
| 2002   | Хари Потър и Стаята на тайните         | Harry Potter and the Chamber of Secrets       | Минерва Макгонагъл                 | Крис Кълъмбъс          |
| 2004   | Дами в лилаво                          | Ladies in Lavender                            | Джанет Уидингтън                   | Чарлс Данс             |
| 2004   | Хари Потър и Затворникът от Азкабан    | Harry Potter and the Prisoner of Azkaban      | Минерва Макгонагъл                 | Алфонсо Куарон         |
| 2005   | Хари Потър и Огненият бокал            | Harry Potter and the Goblet of Fire           | Минерва Макгонагъл                 | Майк Нюел              |
| 2007   | Хари Потър и Орденът на феникса        | Harry Potter and the Order of the Phoenix     | Минерва Макгонагъл                 | Дейвид Йейтс           |
| 2009   | Хари Потър и Нечистокръвния принц      | Harry Potter and the Half-Blood Prince        | Минерва Макгонагъл                 | Дейвид Йейтс           |
| 2010   | Хари Потър и Даровете на Смъртта 1     | Harry Potter and the Deathly Hallows – Part 1 | Минерва Макгонагъл                 | Дейвид Йейтс           |
| 2011   | Хари Потър и Даровете на Смъртта 2     | Harry Potter and the Deathly Hallows – Part 2 | Минерва Макгонагъл                 | Дейвид Йейтс           |
| 2019   | Имението Даунтън                       | Downtown Abbey                                | Вайълет Кроули, графиня на Грантъм | Майкъл Англър          |

### Телевизионни филми
| година    | филм             | оригинално заглавие | роля                               | режисьор | бележки |
| --------- | ---------------- | ------------------- | ---------------------------------- | -------- | ------- |
| 2010-2015 | Имението Даунтън | Downton Abbey       | Вайълет Кроули, графиня на Грантъм |          |         |